# Хучбаров, Руслан Тагирович
Русла́н Таги́рович Хучба́ров (12 ноября 1972, Первомайское, Чечено-Ингушская АССР — 3 сентября 2004, Беслан, Северная Осетия) — ингушский террорист, активный участник сепаратистского движения в Чечне, получивший наибольшую известность как главарь банды террористов, захвативших заложников в школе № 1 города Беслана в сентябре 2004 года.
Подозревавшийся российскими правоохранительными органами в причастности к хищениям зерна из элеватора в Орловской области в конце 1990-х годов, Хучбаров был объявлен в розыск в 1998 году за расстрел нескольких представителей армянской диаспоры. Скрывшись в Чечне, Руслан Хучбаров принимал участие в боевых действиях на стороне чеченских сепаратистов, став одним из ближайших сподвижников Шамиля Басаева. Хучбаров, фигурировавший в оперативных сводках ФСБ под кличкой «Полковник», напрямую участвовал в организации и осуществлении ряда крупных атак против военнослужащих, сотрудников правоохранительных органов и мирного населения на территории России, включая захват заложников на Дубровке, подрыв здания УФСБ в Ингушетии и рейд на Назрань. Возглавив группу террористов в конце августа 2004 года, Хучбаров совершил нападение на школу в Беслане во время праздничной линейки, посвящённой началу учебного года, и после почти трёхдневного противостояния банды властям был убит сотрудниками ЦСН ФСБ в ходе операции по освобождению заложников.

## Ранние годы. Семья
Руслан Хучбаров родился 12 ноября 1972 года в семье тракториста в ингушском селе Первомайское (совр. Галашки), расположенном недалеко от границы с Северной Осетией. В раннем детстве он пережил развод родителей, после чего жил с матерью. В восемь лет Руслан вернулся в Галашки, где пошёл в школу. По признанию самого Хучбарова, во время учёбы в школе он не отличался хорошей успеваемостью. Одноклассники запомнили его «веснушчатым, совершенно нормальным парнем, не стремящимся выделиться»; похожую оценку давал сыну и Тагир Хучбаров, отмечавший, что Руслан «всегда был спокойным». У Хучбарова была сестра, проживавшая в Ведено (Чечня). Его младший брат Башир был застрелен в лесу в начале 2000-х годов.

## Переезд в Орёл. Начало криминальной деятельности
В 1995 году Хучбаров переехал в Орловскую область. Он жил в пятиэтажном доме на Тамбовской улице в Орле, а также в посёлке Знаменка в пригороде Орла и официально нигде не работал. В это же время Хучбаров познакомился и женился (по данным журналиста газеты «Известия», это было лишь сожительство) на русской женщине Елене Цорикашвили (в девичестве — Елена Филина; Цорикашвили — фамилия её первого мужа, с которым она развелась до знакомства с Хучбаровым). Бывшая гражданская жена характеризовала Руслана как «странного» человека и утверждала, что она ничего не знала об источниках его доходов; по словам Елены, Хучбаров жил «то в Брянске, то в Москве», а также снимал ещё пять квартир в Орле вдобавок к той, в которой они проживали вместе. Следователи прокуратуры подозревали, что Хучбаров был причастен к хищениям зерна из Ливенского элеватора вайнахскими криминальными группировками; полученные ими от продажи зерна денежные средства шли на финансирование чеченских бандформирований.
Следователь прокуратуры Железнодорожного района Игорь Казаков, в чьём ведении находилось уголовное дело, возбуждённое после совершения Хучбаровым убийства в Орловской области, называл главаря бесланских террористов «заурядным уголовником», образ жизни которого состоял из «пьянства и разврата» и «не вписывался в рамки никакой религии»: в частности, Хучбаров вместе с друзьями посещал женские общежития и устраивал вечеринки в орловских банях с распитием алкоголя. Согласно заместителю прокурора Орловской области Сергею Легостаеву, Хучбаров был жестоким, злым и агрессивным человеком, «который мог запугать, мог выдвинуть какие-то требования, пользуясь своим жёстким характером».
По воспоминаниям соседей по орловской пятиэтажке, Хучбаров часто встречался со своими «бородатыми земляками» на лестничной клетке, где те много курили и разговаривали между собой на «непонятном языке». На замечание, которое им сделал однажды пожилой сосед, один из курильщиков ответил угрозой.
В первый раз Руслан Хучбаров попал в поле зрения правоохранительных органов из-за мелкого хулиганства: он обругал матом патрульных, попросивших его предъявить документы, и был задержан. Орловские оперативники взяли у Хучбарова отпечатки пальцев и завели на него дактокарту. 11 мая 1998 года, по данным прокуратуры, Хучбаров принял участие в конфликте между своим приятелем Магомедом Типсаевым и представителями армянской диаспоры в пригороде Орла. По версии немецкого журнала Der Spiegel, конфликт произошёл из-за женщины: мелкий армянский коммерсант в нетрезвом состоянии проник в одно из женских общежитий Орла и приставал к подруге Типсаева; Хучбаров потребовал от армянина 3 тысячи долларов в качестве компенсации за нанесённый девушке моральный ущерб. Коммерсант обратился за помощью к местному армянскому криминальному авторитету Вазгену Акопяну, который назначил Хучбарову с Типсаевым «стрелку» на десять часов вечера 11 мая у кафе «Нектар»; армяне явились на встречу, вооружённые бейсбольными битами, ножами и обрезом охотничьего ружья. Руслан Хучбаров и Магомед Типсаев приехали на «стрелку» на ВАЗ-2109. После короткого разговора Хучбаров без предупреждения открыл огонь по толпе из автомата Калашникова, в результате чего были убиты Вазген Акопян и ещё один армянин; двое армян также получили ранения (одному из них, непосредственному участнику конфликта с Типсаевым, пулей оторвало палец). Типсаев и Хучбаров скрылись в Чечне и были объявлены в розыск (по состоянию на 2016 год, Типсаев по-прежнему находился в розыске, несмотря на то, что, по оперативным данным, он был убит ещё в 2002 году при попытке перехода российско-грузинской границы).
После бегства Хучбарова в Чечню его супруга Елена вернулась из Орла к родителям в Знаменку. Она была беременна, и через несколько месяцев, по данным СМИ, у неё родилась дочь Лилия. Однако сама Елена отрицала факт рождения дочери от Хучбарова. После теракта в Беслане информация о местонахождении бывшей гражданской жены главаря террористов скрывалась российскими правоохранительными органами в целях обеспечения её безопасности.

## В рядах чеченского бандподполья
По сообщениям СМИ, в ходе Первой чеченской войны Руслан Хучбаров сражался на стороне боевиков как рядовой боец. Сбежав в Чечню после совершения двойного убийства в Орловской области, Хучбаров прошёл подготовку в одном из лагерей боевиков и в совершенстве освоил приёмы рукопашного боя и владение всеми видами оружия. Затем он присоединился к отряду полевого командира Ибрагимова, позже участвовал в нескольких операциях с Арби Бараевым и, в конце концов, примкнул к бригаде Басаева. В Чечне Хучбаров повторно женился, и за семь месяцев до теракта в Беслане его жена родила ему сына.
Находясь в составе незаконных вооружённых формирований, Хучбаров, с 2000 года фигурировавший в оперативных сводках ФСБ под кличкой «Полковник», входил в ближнее окружение Шамиля Басаева. Со временем тот начал привлекать Полковника как к планированию крупных боевых операций, так и к организации диверсий и терактов с использованием террористов-смертников. Руслан Хучбаров стал одним из руководителей действовавшего на территории Ингушетии джамаата «Талибан», а также входил в состав Сунженского ваххабитского джамаата. Кроме того, Хучбаров был замешан в торговле оружием, которое члены его банды добывали, убивая милиционеров. Сбывать оружие Полковнику помогал его дальний родственник Иса Хучбаров, который в январе 2005 года был обвинён в пособничестве террористам, захватившим школу в Беслане.
По оперативным данным, Хучбаров вместе с другим боевиком Амриевым отвечал за организацию засады на колонну внутренних войск между ингушскими селениями Галашки и Алхасты 11 мая 2000 года. Засада была подготовлена на узкой горной дороге, где у российских военных не было возможности маневрировать. В 10:15 боевики открыли по колонне шквальный огонь из автоматов, гранатомётов и снайперских винтовок; в завязавшейся перестрелке, которая продолжалась не более получаса, погибли 19 российских военнослужащих. После боя Полковник и его группа отступили в лес под Бамутом.
В 2002—2003 годах Хучбаров участвовал в подготовке террористок-смертниц для различных терактов, в том числе и для захвата Театрального центра на Дубровке; им же были подобраны «шахидки», взрывавшие себя в Москве и Моздоке. По показаниям Рустама Ганиева, организатора взрыва автобуса с военными в Моздоке в июне 2003 года, Руслан Хучбаров также нёс ответственность за взрыв у здания УФСБ Ингушетии в Магасе 15 сентября 2003 года, когда двое смертников на грузовике ГАЗ-53 подорвали бомбу, мощность которой составила почти тонну в тротиловом эквиваленте; в результате взрыва погибли 3 человека, а 32 получили ранения. Полковник лично закупал селитру для этого теракта.
Хучбаров был одним из организаторов нападения боевиков на Назрань в ночь с 21 на 22 июня 2004 года. Активно сотрудничавший со следствием участник подчинявшейся Полковнику бандгруппы Мамед Хальдихароев свидетельствовал, что именно Хучбаров (в то время также известный среди боевиков как «Расул») выдал ему камуфляжную форму и автоматическое оружие за несколько дней до нападения. Вечером 21 июня 2004 года в лесной массив возле села Яндаре — место сбора участников рейда — прибыл Шамиль Басаев в сопровождении охраны и шести арабских наёмников. По личному приглашению Басаева Руслан Хучбаров принял участие в последнем совещании главарей бандформирований перед налётом; после этого он распределил задачи между членами своей группы и приказал им расстреливать на месте сотрудников силовых структур. Группе Расула было поручено вести обстрел здания РОВД Назрани и подступов к нему. Во время нападения Хучбаров везде сопровождал Шамиля Басаева.

## Попытки ареста
Правоохранительными органами неоднократно предпринимались попытки арестовать Хучбарова. Первый раз (в 2000 году) оперативники устроили засаду в Нальчике, куда Полковник пригласил подругу из Орла, однако Хучбаров по неизвестной причине на встречу не явился. Ингушские милиционеры, получив информацию о том, что проживавший в своём доме в Галашках Хучбаров находится в розыске в Орловской области, организовали операцию по его задержанию, но из-за её непродуманности она окончилась провалом: Хучбаров, увидев из окна милицейскую машину, тотчас открыл по ней огонь из автомата, буквально изрешетив автомобиль и ранив одного оперативника. По показаниям участников операции, они остались живы только потому, что смогли выскочить из машины в последний момент. Полковнику удалось через огороды добраться до ближайшего леса, где он скрылся; окружить дом милиционеры не успели. По информации правозащитного центра «Мемориал», в ночь на 20 июля 2004 года в селе Галашки проводилась спецоперация по задержанию Хучбарова, в ходе которой сотрудники силовых структур под командованием следователя ФСБ Костенко, перепутав адреса, по ошибке застрелили малоимущего тракториста Беслана Арапханова, приняв его за Полковника.

## Захват заложников в школе № 1 г. Беслана
В середине августа 2004 года Руслан Хучбаров принял участие в совещании главарей бандподполья в лагере возле ингушского села Сагопши; кроме Полковника, на нём присутствовали Шамиль Басаев, подданный Саудовской Аравии Абу Дзейт и полевой командир Магомед Хашиев. На совещании была продемонстрирована схема одной из бесланских школ; при этом Басаев заявил, что все приготовления к нападению на этот объект завершены. Непосредственное руководство группой террористов, отобранных для захвата заложников в школе № 1, было возложено на Хучбарова.
Сбор участников банды Полковника проходил с 25 по 31 августа 2004 года в лагере, располагавшемся в лесу вблизи села Пседах Малгобекского района Ингушетии. 31 августа Руслан Хучбаров оповестил боевиков о назначенном на следующий день вооружённом нападении и распределил роли между участниками захвата школы: террористы должны были двумя группами блокировать здание школы № 1, захватить заложников и удерживать их внутри. Затем банда Полковника, погрузившись в грузовик ГАЗ-66, проследовала к лесному массиву у ингушского села Инарки, где остановилась на ночлег. В 7 часов утра 1 сентября 2004 года вооружённая группа выдвинулась в сторону Беслана. В районе села Хурикау участковый инспектор Султан Гуражев остановил показавшийся ему подозрительным грузовик, проезжавший мимо села. Хучбаров разоружил участкового, а затем вместе с Гуражевым и тремя боевиками пересел в принадлежавший милиционеру ВАЗ-2107; после этого колонна продолжила движение к Беслану.
Примерно в 9:15 утра террористы, прибыв к школе № 1 города Беслана на двух автомобилях, по условному сигналу Хучбарова ворвались во двор школы, где проходила торжественная линейка, посвящённая началу учебного года, и окружили собравшихся на ней людей; во время захвата Хучбаровым были застрелены жители Беслана Руслан Фраев и Руслан Гаппоев. Вместе с другими террористами Полковник загнал детей, их родителей и учителей (в общей сложности 1128 человек) в спортзал школы, который вскоре был заминирован полудюжиной специально подготовленных боевиков.
В 11:05 заложница Лариса Мамитова (врач бесланской городской больницы) вынесла из школы записку с требованиями террористов, которую она записала под диктовку Хучбарова в школьной библиотеке: на переговоры с боевиками должны были прибыть президенты Северной Осетии и Ингушетии Александр Дзасохов и Мурат Зязиков, а также детский врач Леонид Рошаль (по другим данным, террористы требовали прибытия бывшего министра внутренних дел Владимира Рушайло). Хучбаров пригрозил Мамитовой, что она будет застрелена снайпером террористов, если попытается убежать, и добавил, что её оставшийся в школе сын также будет убит. Записка боевиков была доставлена в оперативный штаб по освобождению заложников, но так как продиктованный Полковником номер оказался неверным, установить связь не удалось.
Около четырёх часов дня у Хучбарова возник конфликт с одной из террористок-смертниц, участвовавших в захвате школы, которая выразила несогласие с выбором объекта нападения; смертница совершила самоподрыв возле заложников, баррикадировавших здание (по другой версии, она была взорвана самим Русланом Хучбаровым). Заложников, оставшихся после взрыва в живых, террористы расстреляли в кабинете литературы на втором этаже школы.
В 16:05 в оперативный штаб поступила вторая записка террористов, в которой номер их мобильного телефона был указан верно, и представителям штаба удалось установить связь с боевиками; со стороны террористов с ними вели переговоры Руслан Хучбаров и боевик по кличке Али, являвшийся «пресс-секретарём» отряда. По показаниям штатного переговорщика ФСБ Виталия Зангионова, его собеседник, назвавший себя «Шахидом», был чрезвычайно агрессивен и активно использовал нецензурную брань. Неоднократные предложения Рошаля и Зангионова доставить заложникам воду, пищу и лекарства были отвергнуты. Террористы требовали прибытия в школу президентов Северной Осетии и Ингушетии, Рошаля и советника Президента РФ Асламбека Аслаханова в полном составе и угрожали убийством любому из перечисленных ими лиц, кто осмелится прийти в одиночку.
2 сентября 2004 года в 16 часов в захваченную школу пришёл бывший президент Ингушетии Руслан Аушев, согласие на визит которого террористы дали за несколько часов до этого. Боевики отвели Аушева в учительскую на втором этаже школы, где между ним и Хучбаровым состоялись переговоры. В их ходе Руслан Хучбаров подчеркнул, что его группа «ни перед чем не остановится», и запретил оперативному штабу привлекать к переговорному процессу родственников террористов. Главарь банды также заявил, что им были учтены ошибки боевиков Мовсара Бараева, захвативших в заложники зрителей мюзикла «Норд-Ост» в октябре 2002 года. Полковник передал Аушеву записку, оставленную Басаевым в лагере террористов под Пседахом 30 августа 2004 года: в ней лидер чеченских боевиков требовал вывода федеральных войск из Чечни. По словам Хучбарова, переговоры с руководством России должны были вестись через президента ЧРИ Аслана Масхадова. Когда Аушев попросил Хучбарова дать заложникам воды и хлеба, тот ответил отказом, мотивировав это тем, что заложники объявили сухую голодовку в знак поддержки требований террористов. Руслану Аушеву всё же удалось убедить Полковника отпустить 26 заложников, в числе которых были 11 матерей с детьми в возрасте до двух лет; перед этим главарь террористов позволил Аушеву посетить заложников в спортзале.
Через несколько часов после ухода Аушева Хучбаров запретил боевикам давать заложникам воду, пригрозив убить любого из тех, кто осмелится нарушить его приказ. По воспоминаниям директора бесланской школы № 1 Лидии Цалиевой, в конце второго дня захвата Полковник также попытался через заложников связаться с властями Северной Осетии. В частности, дочь и сын Таймураза Мамсурова, председателя североосетинского парламента, были вызваны из спортзала в размещённый в школьной учительской штаб террористов. Вместе с директором школы они позвонили отцу по мобильному телефону, рассказав о тяжёлых условиях, в которых содержались заложники. Рассерженный Хучбаров заявил Цалиевой, что может взорвать здание через несколько часов, если руководство России не установит контакт с боевиками.
Около десяти часов вечера Полковник позвонил Асламбеку Аслаханову, советнику Путина по Северному Кавказу. Аслаханов сразу же заявил Хучбарову, что не уполномочен обсуждать вопрос о выводе российских войск и признании независимости Чеченской Республики Ичкерия, охарактеризовав эти требования как «невыполнимые»; при этом он готов был говорить с лидером террористов об обмене арестованных ранее боевиков на захваченных в заложники детей, а также о предоставлении группе Полковника возможности выехать за границу. После нескольких телефонных разговоров Хучбаров и Аслаханов договорились о личной встрече; террористы ожидали прибытия Аслаханова в школу № 1 в два часа дня 3 сентября.
3 сентября 2004 года, после взрывов в спортзале школы, Руслан Хучбаров в последний раз вышел на связь с оперативным штабом: обвинив федеральные силы в начале штурма, он наотрез отказался отпустить заложников, всё ещё находившихся в здании. Расколов прикладом мобильный телефон, используемый им ранее для переговоров с оперативным штабом, Полковник приказал террористам занять позиции и «отстреливаться до последнего». В ходе штурма школы Хучбаров был убит.
После штурма здания некоторые СМИ распространили сообщения, что Хучбаров не был опознан среди убитых террористов, выдвинув предположения, что ему удалось скрыться из бесланской школы, однако впоследствии эта информация была опровергнута. Личность Руслана Хучбарова была установлена в результате молекулярно-генетической экспертизы; также сообщалось, что отпечатки пальцев одного из убитых в Беслане террористов совпали с дактилоскопической картой Хучбарова в Орле. 11 сентября 2004 года заместитель Генерального прокурора РФ Владимир Колесников, выступая на пресс-конференции во Владикавказе, продемонстрировал журналистам фото трупа одного из боевиков, добавив, что он был опознан единственным выжившим участником захвата школы № 1 Нурпаши Кулаевым как руководитель бандгруппы по прозвищу «Полковник».

## Комментарии
1. ↑  Согласно статье газеты «Труд» «Полковник наследил в Орле», заместитель Генерального прокурора Орловской области Сергей Легостаев отрицал факт проживания Хучбарова в посёлке Знаменка.